# Mondello Park
Mondello Park es el principal autódromo de Irlanda, situado en el pueblo de Caragh, condado de Kildare. Además de albergar competiciones irlandesas de automovilismo de velocidad y de rallycross, se ha utilizado en los campeonatos británicos de Fórmula 3, turismos, superbikes, gran turismos y pickups.
Fue inaugurado en 1968 con un trazado de 1.300 metros de extensión, que al año siguiente fue ampliado a 1.900 metros. Con la llegada de la Fórmula Ford al país en la década de 1970, Irlanda comenzó a exportar pilotos de monoplazas tales como Derek Daly. Las 24 horas de Mondello es una carrera clásica que se solía disputar el mismo fin de semana que las 24 Horas de Le Mans con Citroën 2CV conducidos por pilotos y celebridades de las islas británicas.
En 1998, Mondello recibió dos extensiones adicionales, con lo cual el trazado más largo mide 3.503 metros de longitud. Se inauguró con una carrera de EuroBoss, una categoría europea disputada con ex monoplazas de Fórmula 1.